# Metacirolana rugosa
Metacirolana rugosa är en kräftdjursart som först beskrevs av Bruce1980.  Metacirolana rugosa ingår i släktet Metacirolana och familjen Cirolanidae. Inga underarter finns listade i Catalogue of Life.